# Bruce Shelley
Pour les articles homonymes, voir Shelley.
Bruce Campbell Shelley est un game designer américain qui a notamment participé au game design de Railroad Tycoon, de Civilization pour l'entreprise Microprose et Age of Empires pour Ensemble Studios,. Il est aussi auteur de jeux de plateau comme 1830: The Game of Railroads and Robber Barons.